# NF (rapper)
Nathan John Feuerstein (Gladwin, 30 de março de 1991), conhecido por suas iniciais NF (estilizado como ИF), é um rapper, cantor, compositor e produtor musical norte-americano. Ele lançou dois EPs, I'm Free (2012), e um EP auto-intitulado em 2014 com a Capitol CMG. NF lançou seis álbuns de estúdio: Moments (2010), Mansion (2015), Therapy Session (2016), Perception (2017), The Search (2019) e Hope (2023) e lançou uma mixtape: Clouds (The Mixtape) (2021). Seus álbuns ganharam vários elogios, alguns dos quais incluem: o Prêmio Dove da Associação de Música Gospel de Álbum de Rap/Hip Hop do Ano (Therapy Session); dois n.º1 em estreia nas paradas da Billboard 200 (Perception e The Search); e um single certificado 6x platina nos Estados Unidos, que também alcançou internacionalmente (“Let You Down”).

## Vida pregressa
Nathan John Feuerstein nasceu em Gladwin, Michigan, em 30 de março de 1991. Seus pais se divorciaram e ele foi criado por sua mãe até que seu pai teve que levá-lo embora quando seu namorado o abusou. Sua mãe morreu de overdose em 2009, o que o levou a dedicar a música “How Could You Leave Us” para ela. Ele se formou na Gladwin High School em 2009 e estava numa equipe de basquete. NF iniciou sua carreira no Festival de Belas Artes organizado pela Connection Church em Canton, Michigan.

## Carreira
Feuerstein afirmou que, durante sua infância, o rap foi uma fuga para ele. Ele gravava músicas em uma máquina de karaokê, gravando instrumentais em um microfone e seus raps no outro. Em 29 de novembro de 2010, Feuerstein lançou independentemente seu primeiro álbum de estúdio Moments sob seu nome verdadeiro. Em 2 de agosto de 2011, ele lançou seu primeiro single “Alone”. A música contou com o compositor e produtor Tommee Profitt e Brooke Griffith. Em 2012, o trabalho de Feuerstein atraiu a atenção da Xist Music. Em 2 de maio de 2012, ele lançou seu primeiro extended play I'm Free com trabalho de produção de Profitt. A lista de faixas consistia em nove músicas, incluindo “Alone”. O EP também incluiu uma versão exclusiva de “Alone” com Sean Simmonds. Xist provocou o lançamento do EP auto-intitulado, NF, mas Feuerstein se separou da gravadora após uma disputa e a produção de NF foi adiada. Apesar disso, NF apresentou uma música, “Only One”, com Shuree Williams, no álbum de compilação da gravadora, Move Vol.1. Ele lançou um single, “Beautiful Addiction”, em 4 de novembro de 2013. A música novamente contou com a participação de Profitt, bem como os vocais de Brady Schmitz e Danielle Swift.
Feuerstein assinou contrato com a Capitol Christian Music Group em 2014, antes do lançamento do EP, NF. Este projeto foi seu lançamento inovador na Billboard, dado que ficou na parada de álbuns cristãos no n.º12, no Top Gospel Albums no N.º4, e no Top Rap Albums no n.º15. Este EP foi revisado por Jesus Freak Hideout e New Release Tuesday, recebendo duas avaliações de três estrelas e meia. A revista CCM revisou o EP e concedeu-lhe quatro estrelas. Seu primeiro álbum de estúdio, Mansion, foi lançado em 31 de março de 2015, pela Capitol CMG.
“Intro”, o primeiro single de Mansion, está incluído no videogame Madden NFL 16. As músicas de NF foram tocadas na ESPN, VH1, Showtime, Chicago PD da NBC, Grimm, Shades of Blue, um trailer de uma atualização de Apex Legends e no trailer final da temporada de Fox 's Empire. Seu videoclipe para “Intro” estreou na página inicial da MTV.com, e o vídeo também apareceu na MTVU, AbsolutePunk, 2DOPEBOYZ, Raps & Hustles e The College Dropouts.
As músicas de NF “I Just Wanna Know” e “Real” foram lançadas em 8 de abril de 2016 e em 22 de abril de 2016, respectivamente, como singles de seu segundo álbum de estúdio Therapy Session, lançado em 22 de abril de 2016. “Warm Up” foi lançado como um single não-álbum em 8 de setembro de 2016.
Em 6 de outubro de 2017, NF lançou seu terceiro álbum de estúdio, Perception. O álbum estreou no n.º1 na Billboard 200, tornando-se seu primeiro álbum no topo das paradas e o segundo artista em 2017 a lançar um álbum n.º1 sem ter traçado no Hot 100. Na semana seguinte, “Let You Down” se tornou seu primeiro single no Hot 100, estreando em 87. Tornou-se um sucesso adormecido, levando 17 semanas para atingir seu pico no n.º12. Após o sucesso de Perception, ele anunciou que começaria uma turnê em meados de 2018 com os rappers Logic e Kyle. Foi certificado platina — vendendo mais de 1.000.000 unidades — pela RIAA em 11 de janeiro de 2019.
Sua música “Destiny” está incluída no videogame MLB The Show 18.
Em 2018, NF lançou o single não-álbum “No Name” em 19 de janeiro. Mais tarde, ele lançaria a música “WHY”, o primeiro single anterior ao seu quarto álbum de estúdio.
Em 30 de maio de 2019, ele lançou a faixa-título do álbum, “The Search”. Mais tarde, ele lançaria mais dois singles, “When I Grow Up” em 27 de junho e “Time” em 12 de julho. The Search foi lançado em 26 de julho.
Em 3 de dezembro de 2019, Feuerstein lançou o single “Paid My Dues”, bem como um videoclipe para a música.
Em outubro de 2020, NF retornou com o single não-álbum, “Chasing_(Demo)”, após compartilhar um trecho dele online. A música apresenta uma fã australiana de 15 anos, Mikayla Sippel, que postou um cover dela, o que inspirou NF a lançar oficialmente a música após ser “impressionada” por sua versão.
Em 18 de fevereiro de 2021, NF lançou o single “Clouds”, ao lado de um videoclipe, e anunciou sua mixtape de mesmo nome, que estava programada para ser lançada em 26 de março de 2021. A mixtape incluiu “Paid My Dues”, bem como participações especiais dos rappers Hopsin (Lost/LOST) e Tech N9ne (Trust/TRUST), seguido por um terceiro single, “Lost” com Hopsin, lançado em 11 de março de 2021. Em 26 de março de 2021, Clouds (The Mixtape) foi lançado.

## Estilo
Feuerstein creditou Eminem como sua principal influência no hip hop, alegando que em um ponto era tudo o que ele ouvia. O estilo de NF também foi comparado a Logic e Machine Gun Kelly. Embora tenha encontrado sua educação musical no hip-hop cristão, Feuerstein negou seu rótulo como rapper cristão, dizendo: “Sou cristão, mas não faço música cristã. Você não vai chegar a todos com apenas um ponto de vista. Escrevo sobre coisas com as quais estou realmente lidando. Você não precisa ser cristão para se relacionar com eles.”
Em 2013, Feuerstein apareceu no álbum do artista cristão de hip-hop Flame, Royal Flush, na faixa “Start Over”. Em 2015, suas participações na faixa This Is Not a Test de TobyMac “Til the Day I Die” e na faixa Marty For President de Marty “The One With My Friends” lhe renderam fama e reconhecimento no gênero hip-hop cristão. A colaboração de Feuerstein em 2017 com o Futuristic, “Epiphany”, aprimorou sua carreira na indústria do rap secular.

## Turnês
- Therapy Session Tour (2017)[37]
- Perception Tour (2018)[38]
- Perception World Tour (2018)[39]
- The Search Tour (2019)[40][41]
- Clouds Tour (2021)[42]

## Vida pessoal
Feuerstein se casou com Bridgette Doremus no início de setembro de 2018.

## Discografia
Álbuns de estúdio
- Mansion (2015)
- Therapy Session (2016)
- Perception (2017)
- The Search (2019)
- Hope (2023)

## Prêmios e indicações
| Ano  | Organização              | Nomeação            | Prêmio                                                | Resultado | Ref    |
| ---- | ------------------------ | ------------------- | ----------------------------------------------------- | --------- | ------ |
| 2016 | GMA Dove Awards          | "I Just Wanna Know" | Canção Gravada de Rap/Hip Hop do Ano                  | Indicado  | [ 44 ] |
| 2016 | GMA Dove Awards          | Therapy Session     | Álbum de Rap/Hip Hop do Ano                           | Venceu    | [ 45 ] |
| 2017 | GMA Dove Awards          | "Oh Lord"           | Canção Gravada de Rap/Hip Hop do Ano                  | Venceu    | [ 46 ] |
| 2018 | iHeartRadio              | "Let You Down"      | 1 bilhão de audiência totais nas estações iHeartRadio | Venceu    | [ 47 ] |
| 2019 | iHeartRadio Music Awards | NF                  | Melhor Novo Artista Pop                               | Indicado  | [ 48 ] |